# Ökosystemverfall
Der Begriff Ökosystemverfall (engl. ecosystem decay) bezeichnet in der Ökologie eine Hypothese zur Erklärung von Habitatszerstörungen. Anders als das die konkurrierende Hypothese des passive sampling verneint der Ökosystemverfall lineare Veränderungen.

## Forschungsgeschichte
Geprägt wurde der Begriff des Ökosystemverfall von Thomas Lovejoy, der Waldinseln betrachtete, die nach Rodungen in Amazonien zurückgeblieben waren. Er erkannte, dass Sonnenlicht, das in das normalerweise dunkle Unterholz vordrang, den Pflanzen schadete, die an lichtarme Verhältnisse angepasst waren und in der Folge verschwanden auch Affen und Großkatzen. Die von Lovejoy et al. (1984) aufgestellte Hypothese des Ökosystemverfalls deutet somit darauf hin, dass sich ökologische Prozesse in kleineren und stärker isolierten Lebensräumen ändern, sodass mehr Arten verloren gehen als allein durch den Verlust des Lebensraums zu erwarten gewesen wäre.
Lange stand die Hypothese in Konkurrenz zu der von Connor und McCoy (1979) aufgestellten Hypothese des passive sampling, die nahelegt, dass Arten proportional zu ihrer Häufigkeit und Verbreitung im natürlichen Lebensraum verloren gehen. Auf Basis einer Metastudie konnten Chase et al. (2020) jedoch die Gültigkeit des Hypothese des Ökosystemverfalls bestätigen. Dies legt nahe, dass der Habitatsverlust bei Annahme der konkurrierenden Hypothese des passive sampling weitgehend unterschätzt wird. Demnach schreitet das Artensterben schneller voran, als bisher angenommen.